# Acanthopale laxiflora
Acanthopale laxiflora är en akantusväxtart som först beskrevs av Gustav Lindau, och fick sitt nu gällande namn av C. B. Cl.. Acanthopale laxiflora ingår i släktet Acanthopale och familjen akantusväxter. Inga underarter finns listade i Catalogue of Life.